# Garai László (pszichológus)
Garai László (Budapest, 1935. augusztus 29. – Budapest, XI. kerület, 2019. május 25.) magyar kutató pszichológus, közíró, a Magyar Tudományos Akadémia doktora, Széchenyi-ösztöndíjas egyetemi tanár. Apja Garai János, házastársa (és számos tanulmányának társszerzője) Köcski Margit.

## Életrajza
Garai János (1913–1945) költő, író és Ungár Sarolta gyermekeként született. A kéttannyelvű Gorkij Iskolában érettségizett 1954-ben, majd az Eötvös Loránd Tudományegyetemen (filozófia és pszichológia szakon) végzett 1959-ben. A pszichológiai tudomány (szociálpszichológia) kandidátusa (1968) lett, majd 1988-ban megvédte doktori disszertációját. A Pécsi Tudományegyetemen habilitált a közgazdaságtudomány tanáraként 1998-ban.
Több magyarországi és külföldi intézményben dolgozott oktatóként. 1967-ben a Szovjetunióbeli, „Nauka”-Társaság meghívására előadókörutat tartott a specifikusan emberi alapszükségletről, majd szemináriumot vezetett a témáról a Moszkvai Állami Lomonoszov Egyetemen, 1968-ban. A franciaországi Nizzai Egyetem szociálpszichológia-professzoraként dolgozott 1981–1984 között, majd 1989-től folyamatosan; az általa 2001-ben itt alapított európai gazdaságpszichológiai tanszéket 2004-ig vezette. 1991-ben az Egyesült Államokban a Californiai Állami Egyetemen gazdaságpszichológiai szemináriumot vezetett. Magyarországon többek között egy 11 részes, a szociális identitásról szóló televíziós előadássorozat fűződik a nevéhez (1996). 1994-től 11 éven át vezette a JATE/SZTE őáltala szervezett gazdaságpszichológiai tanszékét és gazdaságtani doktori iskoláját.
Az MTA Filozófiai Intézetének tudományos munkatársaként dolgozott (1964–1971 között), majd a Szovjet Tudományos Akadémia Természettudomány- és Technikatörténeti Intézetének Keldis-ösztöndíjas tudományos főmunkatársa volt (1969–1970). Az MTA Pszichológiai Intézetének tudományos osztályvezetője (1970–1978), majd főmunkatársa (1970–88), tanácsadója (1988–2001), az OTKA gazdaságpszichológiával foglalkozó, szukcesszíve egymásra épülő programjainak kutatásvezetője illetve tudományos iskolájának résztvevője (1990 és 2005 között).
1970-től 1985-ig tagja az MTA Pszichológiai Bizottságának, 1973-ig a Tudományos Minősítő Bizottság pszichológiai szakbizottságának, illetve a Magyar Pszichológiai Társaság Vezetőségének (1980-ig, majd 1988 és 1995 között ismét). Ő szervezte és 1979-es lemondásáig vezette is az MTA Pszichológiai Intézetének Személyiségpszichológiai Osztályát. Magyarország képviseletében részt vett az UNESCO 1974-es párizsi tudományos konferenciáján. Társszervezője az Európai Kísérleti Szociálpszichológiai Társaság (EAESP) által rendezett 1974-es visegrádi Kelet-Nyugat Találkozónak és egy, a Gorbacsov-alapítvány által kezdeményezett nemzetközi konferenciának. A tevékenységelméleti kutatásokat koordináló nemzetközi szervezet – ISCRAT – alapító tagja 1986-ban és Bizottságának tagja 1997-ig; a III. Nemzetközi Tevékenységelméleti Kongresszusnak ő tartotta a főreferátumát. A Magyar Közgazdasági Társaság és a Magyar Pszichológiai Társaság gazdaságpszichológiai szakosztályának alapítója (1988) és társelnöke (a szakosztály önfeloszlatásáig 1995-ben). A pénzügyminiszter tanácsadó testületének tagja volt 1991 és 1994 között.
Garai László beszélt és írt angolul, franciául és oroszul, olvas németül és olaszul.

## Munkássága
1. Kidolgozta és tesztelte egy alternatív pszichológia módszertanát és elméletét. Az előbbit Kurt Lewin módszertani programjának alapján alakította ki, amely szerint a fizika példáját követve a pszichológiának is meg kell szabadulnia az arisztotelészi gondolkodásmódtól, felváltva ezt egy Galilei-féle gondolati rendszerrel,) – az elméletet Lev Szemjonovics Vigotszkij elméleti rendszerének keretében, amely szerint az emberi pszichikum a maga környezeti tárgyait egyszerre kezeli szerszámként és jelként. Garai módszertana és elmélete lehetővé teszi, hogy interdiszciplinárisan együtt kezeljünk problémákat, melyeket hivatal és megszokás külön illetékességébe sorol pszichológia vagy közgazdaságtan, filozófia vagy agykutatás, politikatudomány vagy kultúrakutatás egyikének vagy másikának. Így
- hozzájárult egy, a természettudomány és a történettudomány szemléletét egyesíteni tudó kétfókuszú pszichológia létesítéséhez;
- kísérletet tett egy ilyen pszichológia meta-elméleti megalapozására K. [http://www.marxists.org/archive/marx/ Marx[16] gazdasági-filozófiai antropológiája mentén;

2. E kétfókuszú szemléletet alkalmazta a szabadságszükséglet vagy specifikusan emberi alapszükséglet (SEASz) hipotézisében, amely egyszerre magyarázza azt is, ami az ember szükségletstruktúrájában azonos az állatokéval, és azt is, ami megkülönbözteti őt azoktól; a SEASz a hipotézis szerint olyan tevékenységben alakul és olyant is motivál, amelyet egyének egymással összehangolódva úgy végeznek, hogy a tevékenység szervét ember gyártotta eszközök hosszabbítják meg, s ez utóbbiak működési rendszere szervezi az egyéneket is a tevékenységet végző interindividuális rendszerré;
- a SEASz hipotézisének alapján értelmezte, ahogyan történelmi tendenciák fellépésével és fennállásával szemben etikai és esztétikai értékek cinikus vagy fanatikus kezelése történik.

3. A hipotézist továbbfejlesztette elméletté
- az értékek alapjaként kezelt szociális identitás kimunkálásáról:[17] egy olyan szociális kategorizáció ról, amelyben párhuzamos alkotói folyamatban egyszerre generálódik az identitás és egy olyan pszichoszomatikus teljesítmény, amely jelölője a kialakuló identitásnak mint jelöltnek;
- diszponáló, ill. indiszponáló hatásról, amelyet az ilyen jelöltek mentén alakuló tulajdonviszonyok a jelölővé lett pszichoszomatikus teljesítményre gyakorolnak[18]
- a hasonlóságról, amely egyfelől e diszponáló, ill. indiszponáló hatás, másfelől aközött a facilitáló, ill. gátló hatás között áll fenn, amelyet különféle pszichoszomatikus teljesítményekre az agy által kialakított funkcionális szervek[19] működése gyakorol – ezáltal egy olyan struktúráról, amely éppúgy mutatkozik a szupraindividuális teljesítmények mechanizmusának, ahogyan az agyvelő az individuális teljesítmények mechanizmusa;[20]
- a szociális identitás feldolgozásának paradox szerkezetéről (A szociális kategorizáció paradoxonai – Garai-paradoxon).
- a szociális identitás idői változatának, a történelmi identitásnak a feldolgozásáról (Öninterjú. Valóság. 29:3. 1986. 54-65.)

Elvegyültem és kiváltam Archiválva 2012. november 5-i dátummal a Wayback Machine-ben - az identitás-elméletet összefoglaló 11 részes televíziós előadássorozat.
 4. A szociális és a történelmi identitás feldolgozásáról szóló elméletét Garai László alkalmazta
- egy olyan longitudinális kutatásban, amelyben az ő részvételével Köcski Margit a gyermek beszédteljesítményének kifejlődését Archiválva 2006. november 24-i dátummal a Wayback Machine-ben vizsgálta;
- a József Attila-kutatásban, felfedezést téve
  - arról, hogy az a közvetlen hatásában súlytalan három epizód, hogy JA belép a kommunista pártba (1929), onnan kizárják (1934), majd megpróbálják oda visszacsalogatni (1936), miképpen válik végzetes hatásúvá mint kihívás az identitásalakításához;
  - arról, miképpen nyilvánul meg az identitásalakítás során előálló negatív, majd pozitív paradox identitásszerkezet szellemi alkotásban, életvezetésben és betegségben;
  - arról az alkotástörténeti furcsaságról, hogy versben egyszer megírt képek, teljes versek, sőt versformák (a szonett) egy idő után módosultan visszatérnek, miképpen nyer magyarázatot, ha a maguk szukcesszivitásában vett teljesítményeket mint identitásjelölőket tekintjük (József Attila identitásai: Alkotáspszichológiai esettanulmány). József Attila pszichológiai tesztjéről.
- egy egyszerre mikro- és makroökonómiai vonatkozású gazdaságpszichológia kialakításában, amely
  - a gazdasági folyamatokban és tranzakciókban a pénzzel egyenlő súlyúvá váló közvetítőként kezeli a társadalmi státus viszonyrendszerében adott, de pszichikusan feldolgozott identitást
  - az exkluzivitási mérték technikájával az identitás-értéket mérhetővé s a pénzben kifejezett értékekkel kölcsönösen átszámíthatóvá teszi;
  - a modernizáción belül megkülönböztet egy második modernizációt,[21] amely a gazdasági rendszer működésének anyagi feltételeivel együtt immár gyártási folyamatban állítja elő az emberi feltételeket is;

5. A második modernizáció elméletét – emberi erőforrás termelésének és emberi tőkeként való hasznosulásának szempontját – a huszadik századi jelenségek különböző univerzumának vizsgálatában alkalmazta:
- az emberi tőkéről szóló ismert elméletet (Th. Schultz) összefüggésbe hozta a második modernizációnak egy olyan tendenciájával, hogy növekvő mértékben fogyaszt anyagi erőforrást emberi erőforrás termelésének céljából;
- a XX. századi totális államokat az emberi erőforrás termelésének műhelyeiként mutatta be (Emberi potenciál mint tőke 158-165);
- ennek keretében a "létezett szocializmus" társadalmán belül olyan mélystruktúrát tárt fel, amelynek működéséről azt a sejtést fogalmazta meg, hogy az az emberi tőkével való gazdálkodás funkcióit látta el, egyszerre valósítva meg egy sajátos információgazdálkodást és egy éppolyan sajátos identitásgazdálkodást;
- a mélystruktúra duális (állami és párt-) jellegéről kimutatta, hogyan él tovább a "létező szocializmus" összeomlása után az emberi erőforrás felső szintű gyártásának duális szerkezetében: egy kettős kompetenciát termelő felsőoktatásban.

## Publikációk
Monográfiák, tanulmánykötetek:
- Személyiségdinamika és társadalmi lét (Akadémiai Kiadó, 1969)
- Szabadságszükséglet és esztétikum (Akadémiai Kiadó, 1980)
- Alkotáspszichológia felé: Esettanulmány József Attiláról – Doktori értekezés (MTA, 1988)
- „…kis pénz –> kis foci”? Egy gazdaságpszichológia megalapozása (Magyar Közgazdasági Társaság, 1990)
- „…elvegyültem és kiváltam”: Társadalomlélektani esszé az identitásról (T-Twins, 1993 ISBN 963-7977-27-9)
- Quo vadis, tovaris? A modernizáció útjáról és a rajta vándorló emberről, I–II. (Scientia Humana, 1995)
- Gazdaságpszichológia: Egyetemi jegyzet (József Attila Tudományegyetem, 1996)
- „…elvegyültem és kiváltam”: Televíziós előadássorozat az identitásról, I–II. (Televideó)
- Általános gazdaságpszichológia: Egyetemi tankönyv (JATEPress, 1997, ISBN 9634821979)
- Emberi potenciál mint tőke: Bevezetés a gazdaságpszichológiába (Aula, 1998, ISBN 963-9078-45-X)
- Sajtópszichológia (társszerző: Popper Péter; Bálint György Újságíró Akadémia, 1998)
- Identitásgazdaságtan: Gazdaságpszichológia másképpen (Tas Kiadó, 2003, ISBN 963-206-449-6)
- József Attila identitásai: Alkotáspszichológiai esettanulmány (MFFA, 2005, ISBN 963-219-733-X)
- Gazdaságpszichológiai tanulmányok az egyetemről (OszK MEK, 2005)
- Elméleti pszichológia (OszK MEK, 2005)
- Globális rendszerváltás? Gazdaságpszichológiai megfontolások a válságról. Népszabadság Könyvkiadó, 2009, ISBN 9789639709805)
- Theoretical psychology -- Теоретическая психология
- Egyáltalán, minek nekünk gazdaságpszichológia? (Napvilág Kiadó, 2015), ISBN 9789633380833
- Reconsidering Identity Economics – Human Well-Being and Governance. (N.Y: Palgrave Macmillan–forthcoming)

Interdiszciplináris közlemények
- a pszichológia,
- az agykutatás,
- a gazdaságtan,
- a politikatudomány és totális szerveződések vizsgálata,
- a kultúra és József Attila-kutatás,
- a filozófia,
- a meta-tudomány és kibernetika

köréből